# 上海芷新
上海芷新 (集團) 有限公司是中華人民共和國上海市一家跨省市公路長途客運企業，主要的客運站點位於上海长途客运总站。公司前身是成立於1989年6月的上海芷新長途汽車客運服務部。2005年5月，上海芷新長途汽車客運服務部與上海芷新長途客運公司和上海新世紀芷新運輸公司合併為上海芷新 (集團) 有限公司。